# Distrito de Frederiksborg
El distrito de Frederiksborg (Frederiksborg Amt en danés) era uno de los 16 distritos en que se dividía administrativamente Dinamarca hasta 2006. Comprendía principalmente la parte septentrional de la isla de Selandia (Sjælland). Su capital era la ciudad de Hillerød.
A partir del 1 de enero de 2007, el distrito fue integrado en la nueva región de Hovedstaden, como parte de la reforma administrativa implementada en el país.
Estaba compuesto por 19 comunas:
| - Allerød - Birkerød - Farum - Fredensborg-Humlebæk - Frederikssund - Frederiksværk - Græsted-Gilleleje - Helsinge - Helsingør - Hillerød | - Hundested - Hørsholm - Jægerspris - Karlebo - Skibby - Skævinge - Slangerup - Stenløse - Ølstykke |

## Alcaldes del distrito
| Período                 | Período                 | Alcalde                           |
| ----------------------- | ----------------------- | --------------------------------- |
| 1 de abril de 1970      | 31 de marzo de 1978     | Hans Andersen (Venstre)           |
| 1 de abril de 1978      | 22 de agosto de 1982 †  | Svenn Schmidt (Conservador)       |
| 22 de agosto de 1982    | 8 de septiembre de 1982 | Jørgen Christiansen (Venstre)     |
| 9 de septiembre de 1982 | 31 de diciembre de 1985 | Bent Løber (Conservador)          |
| 1 de enero de 1986      | 31 de diciembre de 1989 | Jørgen Christiansen (Venstre)     |
| 1 de enero de 1990      | 31 de diciembre de 1997 | Kirsten Ebbensgaard (Conservador) |
| 1 de enero de 1998      | 31 de diciembre de 2001 | Lars Løkke Rasmussen (Venstre)    |
| 1 de enero de 2002      | 31 de diciembre de 2006 | Jørgen Christensen (Venstre)      |